# Хутор 19-й
Хутор 19-й — упразднённый хутор в Кизильском районе Челябинской области. На момент упразднения входил в состав Полоцкого сельсовета. Исключён из учётных данных в 1995 году.

## География
Располагался на левом берегу реки Кайрахта (приток Большой Караганки), на расстоянии примерно 2 км по прямой к юго-западу от поселка Каменка.

## История
В 1968 году в состав хутора включен соседний хутор Шугурова. По данным на 1970 год хутор Хутор № 19 входил в состав Полоцкого сельсовета. В нём располагалась ферма 2-го отделения совхоза «Полоцкий».
Исключен из учётных данных Постановлением Областной Думы Челябинской области от 21 декабря 1995 года № 307.

## Население
| 1970 | 1977 | 1983 |
| ---- | ---- | ---- |
| 25   | ↘21  | ↗27  |